# Mumbondo
Mumbondo – miasto w Angoli, w prowincji Luanda.